# Copa Ciudad de Santiago 1993
La Copa Ciudad de Santiago 1993, fue la segunda edición correspondiente al torneo amistoso de fútbol Copa Ciudad de Santiago Se celebró en Santiago de Chile en febrero de 1993 y participaron Universidad de Chile, Universidad Católica, São Paulo y Dinamo Moscú.
La final fue disputada en el Estadio Nacional entre São Paulo y Universidad Católica, donde el triunfo fue para los brasileños por 3-0. Ambos equipos se volverían a enfrentar en las finales de la Copa Libertadores de ese mismo año.

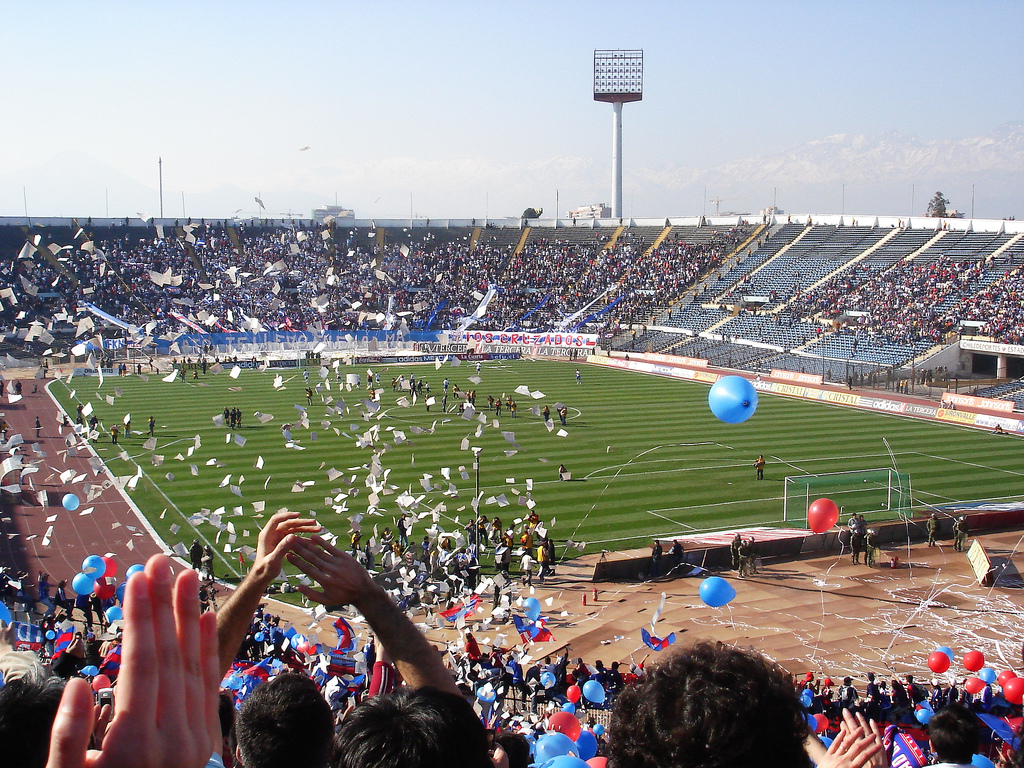
El Estadio Nacional de Chile, escenario de una semifinal, el partido por el tercer puesto y la final de la Copa Ciudad de Santiago 1993.

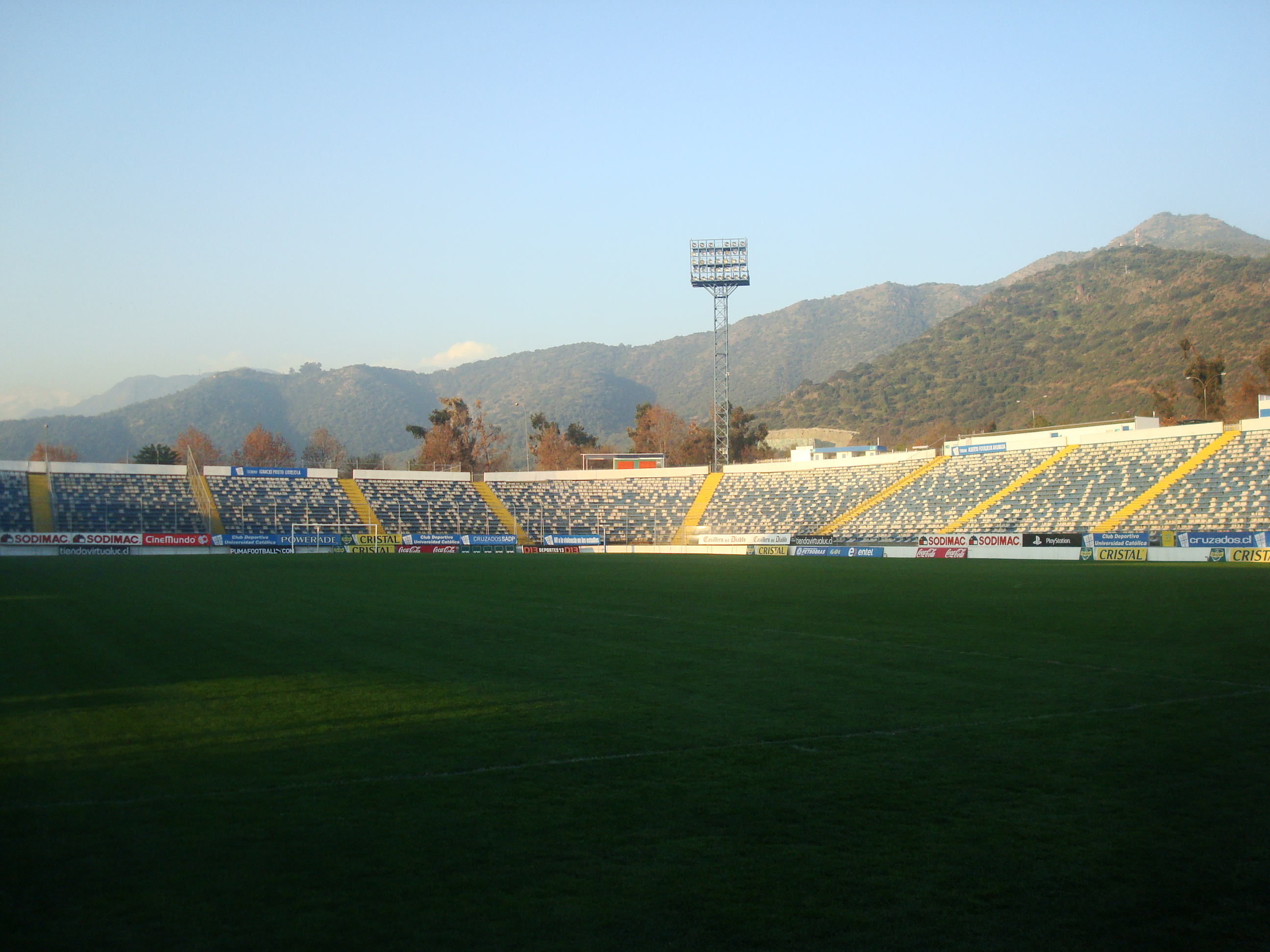
El Estadio San Carlos de Apoquindo fue sede de la semifinal entre Universidad Católica y Dinamo Moscú.

## Datos de los equipos participantes
| Equipo               | Calidad                                                        |
| -------------------- | -------------------------------------------------------------- |
| Universidad Católica | Anfitrión y tercero en la Primera División de Chile 1992       |
| Universidad de Chile | Anfitrión y cuarto en la Primera División de Chile 1992        |
| Dinamo Moscú         | Invitado y tercer lugar en la Liga Premier de Rusia de 1992    |
| São Paulo            | Invitado y quinto en el Campeonato Brasileño de Fútbol de 1992 |

## Cuadrangular
|  | Semifinales          | Semifinales   |   |                      | Final                | Final |  |
|  |                      |               |   |                      |                      |       |  |
|  |                      |               |   |                      |                      |       |  |
|  | 12 de febrero        |               |   |                      |                      |       |  |
|  | Universidad Católica | 1 (6)         |   |                      |                      |       |  |
|  | Dinamo Moscú         | 1 (5)         |   |                      |                      |       |  |
|  |                      |               |   |                      |                      |       |  |
|  |                      |               |   |                      | 15 de febrero        |       |  |
|  |                      |               |   |                      | Universidad Católica | 0     |  |
|  |                      | São Paulo     | 3 |                      |                      |       |  |
|  |                      |               |   |                      |                      |       |  |
|  |                      |               |   |                      |                      |       |  |
|  |                      |               |   |                      | 3º puesto            |       |  |
|  | 12 de febrero        | 12 de febrero |   | 15 de febrero        | 15 de febrero        |       |  |
|  | Universidad de Chile | 0             |   | Universidad de Chile | 2                    |       |  |
|  | São Paulo            | 2             |   |                      | Dinamo Moscú         | 1     |  |

## Resultados[3]

### Semifinales
| 13 de febrero de 1993 | Universidad Católica | 1:1 (0:1) | Dinamo Moscú    | San Carlos de Apoquindo, Santiago                        |                                                          |
|                       | Tudor 85'            |           | Kalitvintsev 3' | Asistencia: 5.939 espectadores Árbitro(s): Carlos Robles | Asistencia: 5.939 espectadores Árbitro(s): Carlos Robles |

 Universidad Católica se impuso 6-5 mediante lanzamientos penales.
| 12 de febrero de 1993 | Universidad de Chile | 0:2 (0:1) | São Paulo   | Nacional, Santiago                                        |                                                           |
|                       |                      |           | Raí 6', 51' | Asistencia: 22.413 espectadores Árbitro(s): Enrique Marín | Asistencia: 22.413 espectadores Árbitro(s): Enrique Marín |

### Tercer puesto
| 15 de febrero de 1993 | Universidad de Chile             | 2:1 (1:1) | Dinamo Moscú | Nacional, Santiago                                        |                                                           |
|                       | Guevara 42' · V.H. Castañeda 55' |           | Tinckov 21'  | Asistencia: 8.842 espectadores Árbitro(s): Jorge Massardo | Asistencia: 8.842 espectadores Árbitro(s): Jorge Massardo |

### Final
| 15 de febrero de 1993 | Universidad Católica | 0:3 (0:3) | São Paulo                                    | Nacional, Santiago                                       |                                                          |
|                       |                      |           | Palinha 10' · Ronaldo Luiz 18' · Claudio 39' | Asistencia: 8.842 espectadores Árbitro(s): Enrique Marín | Asistencia: 8.842 espectadores Árbitro(s): Enrique Marín |

| Bandera de Brasil |
| Campeón São Paulo |